# Busturia
Busturia és un municipi de Biscaia, a la comarca de Busturialdea-Urdaibai. És un poble molt a prop de la costa, ubicat en la ria de Mundaka. Està format per cinc barris: Axpe de Busturia (Busturi-Axpe), San Bartolomé (Sant Bartolome o Amunategi), Altamira, San Cristóbal i Paresi. Axpe de Busturia és la capital del municipi i el principal nucli de població. És famosa l'Església de Santa María de Axpe, patrimoni cultural basc i espanyol, així com la torre de Madariaga, que conta una bonica llegenda i el palau de Txirapozu, llar entre altres dels primers senyors de Biscaia i del famós pintor Urcelay.

## Topònim
No se sap amb exactitud quin és l'origen etimològic de Busturia. A més cal tenir en compte que el topònim Busturia nomenava antigament tant a una anteiglesia (actual municipi de Busturia) com una merindad (actual comarca de Busturialdea-Urdaibai), sense saber-se si el nom de la merindad derivava del de l'anteiglesia o a l'inrevés. L'anteiglesia de Busturia exercia de cap de la merindad homònima. L'anteiglesia tenia el nom complet de Santa María de Axpe de Busturia; i era anomenada de forma simplificada Axpe de Busturia o Busturia. Santa María era el nom de la advocación religiosa de la parròquia, sent antigament usual utilitzar el nom de la advocación de les parròquies en el nom de les anteiglesias. Axpe és el nom del principal barri i capital de l'anteiglesia.
Entre les diverses hipòtesis existents sobre l'origen del topònim la més estesa és la qual va proposar entre altres Koldo Mitxelena a l'afirmar que el nom de l'anteiglesia podria procedir de l'expressió en basc (dialecte biscaí) bost uri (cinc viles o poblacions). L'-a final és article en euskera. Segons la versió de Mitxelena el topònim Busturia faria referència als cinc barris que formaven l'anteiglesia, pel que el topònim seria traduïble com l'(anteiglesia) dels 5 pobles. De la anteiglesia el nom s'hauria transferit a la merindad de la qual exercia com cap. És una hipòtesi suggeridora, ja que si alguna cosa ha caracteritzat a Busturia és la forta personalitat i la diferenciació dels seus barris, que ha arribat fins a l'actualitat. El problema que planteja aquesta hipòtesi és que els barris històrics del municipi que han arribat fins a l'actualitat són quatre (no cinc), en aquell temps Axpe, San Bartolomé, San Cristóbal i Altamira. Per a validar aquesta hipòtesi caldria trobar un cinquè barri de Busturia, existent en els orígens de l'anteiglesia, però que hagués desaparegut, hagués perdut importància o hagués estat absorbit per un altre dels barris.
Segons l'opinió de Joseba Agirrezkuenaga aquest cinquè barri podria ser Paresi, un petit barri rural del municipi. María Victoria de Gondra y Oraa manté que aquest és l'origen del topònim i afirma que l'heràldica existent a Busturia dona suport aquesta hipòtesi. Altra possibilitat és que Busturia signifiqués la (merindad) dels 5 pobles o viles i fes esment originalment a la merindad i que posteriorment s'hagués traslladat el nom a l'anteiglesia que exercia de cap d'aquesta, però la Merindad de Busturia estava composta per 27 anteiglesies i en el seu territori s'assentaven 6 viles (jurídicament separades), el que tampoc permet quadrar el nombre a priori.
Juan Ramón de Iturriza en la seva Història General de Biscaia, va comentar que el nom de Busturia derivava de l'expressió sota la penya, ja que en els documents del segle xi apareix esmentat com subtus penna. Aquesta afirmació, no obstant això, es refereix probablement al topònim Axpe, que nomena al barri que és la capital del municipi. Axpe és fàcilment reconstruïble com a derivat d'haitz -pe (sota la penya) en el dialecte biscaí de l'euskera. Existeix la possibilitat que Axpe hagués estat el nom original de tota 'anteiglesia (no solament del seu principal nucli) i Busturia se li hagués afegit posteriorment per ser la capital d'aquesta merindad. L'anteiglesia solia ser anomenada Axpe de Busturia, nom que serveix també per a distingir-lo d'Axpe Marzana, altra localitat biscaïna del mateix nom. Existeixen altres nombroses teories que tracten d'explicar el nom del municipi a través de diverses expressions en basc: segons María Rosa Lida bost ur (cinc aigües) podria fer referència a cinc rius existents en la Merindad i aquest nom posteriorment s'hauria traslladat a l'anteiglesia; segons l'escriptor Jacinto Gómez Tejedor Busturia procediria de buztin uria (el poble de l'argila), ja que Busturia es troba en una zona amb grans acumulacions d'argila i existeix tradició de treball d'aquest material; Jaime Querejeta inclou en el seu Diccionari onomástico i heràldic basc que Busturia procedeix d'ustu uria (el poble de la civada).

## Fills il·lustres
- Julen Kaltzada Ugalde (1935-2017), sacerdot, professor i escriptor[1]